# Kris Clack
Pour les articles homonymes, voir Clack.
Kris Clack, né le 6 juillet 1977, à Austin, au Texas, est un ancien joueur américain de basket-ball. Il évolue aux postes d'arrière et d'ailier.